# Ritual (album d'In This Moment)
 (janvier 2020).
Si vous disposez d'ouvrages ou d'articles de référence ou si vous connaissez des sites web de qualité traitant du thème abordé ici, merci de compléter l'article en donnant les références utiles à sa vérifiabilité et en les liant à la section « Notes et références ».
Pour les articles homonymes, voir Ritual.
Albums de In This Moment
Rise of the Blood Legion - Greatest Hits (Chapter 1)
(2015) Mother
(2020)
Singles
1. Oh, Lord
Sortie : 12 mai 2017
2. Roots
Sortie : 16 juin 2017
3. In the Air Tonight
Sortie : 17 juillet 2017

Ritual est le sixième album studio du groupe californien de metalcore In This Moment sorti le 21 juillet 2017 sur le label Atlantic Records.

## Liste des titres
| No  | Titre                            | Durée |
| --- | -------------------------------- | ----- |
| 1.  | Salvation                        | 2:21  |
| 2.  | Oh, Lord                         | 4:07  |
| 3.  | Black Wedding (avec Rob Halford) | 4:07  |
| 4.  | In the Air Tonight               | 4:57  |
| 5.  | Joan of Arc                      | 3:37  |
| 6.  | River of Fire                    | 3:57  |
| 7.  | Witching Hour                    | 4:09  |
| 8.  | Twin Flames                      | 5:00  |
| 9.  | Half God Half Devil              | 4:11  |
| 10. | No Me Importa                    | 4:16  |
| 11. | Roots                            | 4:10  |
| 12. | Lay Your Gun Down                | 4:13  |